# Marc Schneider (Ruderer)
Marcus „Marc“ Blake Schneider (* 28. April 1973 in Lubbock, Texas) ist ein ehemaliger Leichtgewichts-Ruderer aus den Vereinigten Staaten. Er gewann in Atlanta 1996 eine olympische Bronzemedaille und siegte bei den Panamerikanischen Spielen 1999.

## Karriere
Der 1,82 m große Schneider ruderte an der University of Washington. Bei den Weltmeisterschaften 1995 belegte er den siebten Platz im Leichtgewichts-Vierer ohne Steuermann. Bei der olympischen Premiere des Leichtgewichts-Ruderns 1996 in Atlanta trat der amerikanische Leichtgewichts-Vierer ohne Steuermann mit Marc Schneider, Jeffrey Pfaendtner, David Collins und William Carlucci an. Im zweiten Vorlauf siegten die Kanadier vor dem US-Boot, das sich dann mit einem Sieg im Hoffnungslauf für das Halbfinale qualifizierte. Im ersten Halbfinale gewannen die Dänen, im zweiten Vorlauf siegte der Vierer aus den Vereinigten Staaten vor den Kanadiern. Im Finale siegten die Dänen mit einer halben Sekunde Vorsprung vor den Kanadiern, zwei Sekunden hinter den Kanadiern erkämpfte die US-Crew die Bronzemedaille.
Schneider gehörte erst 1999 wieder zur amerikanischen Nationalmannschaft. Bei den Panamerikanischen Spielen in Winnipeg siegten Marc Schnieder, William Carlucci, Paul Teti und Tom Auth. Kurz darauf fanden die Weltmeisterschaften 1999 in St. Catharines statt. Dort belegte der Leichtgewichts-Vierer aus den Vereinigten Staaten den neunten Platz. Im Jahr darauf erreichte der amerikanische Leichtgewichts-Vierer mit Marc Schneider, Greg Ruckman, Paul Teti und Tom Auth den sechsten Platz.
Marc Schneider arbeitete zunächst bei Global IT Business Partnership in der Umgebung von Seattle und wechselte später zu Tata Communications.